# Lány a levesemben
A Lány a levesemben (eredeti cím: There's a Girl in My Soup) 1970-ben bemutatott brit romantikus filmvígjáték, amely egy hosszú ideig futó színdarab alapján készült, Roy Boulting rendezésében, Peter Sellers és Goldie Hawn főszereplésével. Néhány év után Sellers számára ez a film kereskedelmi siker volt.
Szexuális játékukban egy egoista és nőfaló televíziós műsorvezető találkozik a számára megfelelő és nála fiatalabb nővel, Marionnal, aki azonban egy lépéssel mindig előtte jár. 

## Cselekmény
Robert Danvers hiú, nőcsábász és gazdag, egy magas színvonalú televíziós főzőműsor házigazdája. Megismerkedik Marionnal, egy 19 éves amerikai hippi nővel, aki épp most szakított brit rockzenész barátjával, Jimmyvel. A kezdet megtorpanása után viszonyba kezdenek, és a lány elkíséri a férfit egy franciaországi borkóstoló fesztiválra, ahol zavarba hozza azzal, hogy rendkívül berúg, de a dél-franciaországi tengerparton élvezik az együtt töltött időt. Amikor azonban visszatérnek Londonba, Marion kibékül Jimmyvel, és visszautasítja Danvers kétségbeesett házassági ajánlatát. A film során Danvers kedvenc mondata a nőkkel kapcsolatban a következő: „Istenem, de szép vagy!” - amit a zárójelenetben, miután Marion visszament Jimmyhez, Danvers pedig egy másik nővel randevúzik, a saját tükörképének mond.

## Szereposztás
| Szerep                     | Színész                                    | Magyar hangja (1. szinkron) | Magyar hangja (2. szinkron) |
| -------------------------- | ------------------------------------------ | --------------------------- | --------------------------- |
| Robert Danvers             | Peter Sellers                              | Sinkó László                | Háda János                  |
| Marion                     | Goldie Hawn                                | Kovács Nóra                 | Kiss Erika                  |
| Andrew Hunter              | Tony Britton                               | Bács Ferenc                 | ?                           |
| Jimmy                      | Nicky Henson                               | Dörner György               | ?                           |
| John                       | John Comer                                 | Szatmári István             | ?                           |
| John felesége              | Diana Dors                                 | Mányai Zsuzsa               | ?                           |
| Lady Heather               | Judy Campbell                              | ?                           | ?                           |
| Julia Halforde-Smythe      | Gabrielle Drake                            | ?                           | ?                           |
| Claire, menyasszony        | Nicola Pagett                              | ?                           | ?                           |
| Willie, vőlegény           | Lance Percival                             | Gruber Hugó                 | ?                           |
| Caroline                   | Geraldine Sherman                          | ?                           | ?                           |
| Paola                      | Françoise Pascal                           | ?                           | ?                           |
| Michel Le Guestier         | Constantine Gregory (Constantin de Goguel) | Konrád Antal                | ?                           |
| Monsieur Le Guestier       | Raf De La Torre                            | ?                           | ?                           |
| a Carlton Hotel igazgatója | Thorley Walters                            | ?                           | ?                           |
| Gilly Hunter               | Ruth Trouncer                              | ?                           | ?                           |
| Nigel                      | Christopher Cazenove                       | ?                           | ?                           |
| Autogrammvadász            | Margaret Lacey                             | Földi Teri                  | ?                           |

## Megjelenés
A film világpremierjét 1970. december 14-én tartották a New York-i Astor Theatre-ben.

## Fordítás
- Ez a szócikk részben vagy egészben  a   There's a Girl in My Soup című angol Wikipédia-szócikk fordításán alapul.  Az eredeti cikk szerkesztőit annak laptörténete sorolja fel. Ez a jelzés csupán a megfogalmazás eredetét és a szerzői jogokat jelzi, nem szolgál a cikkben szereplő információk forrásmegjelöléseként.